# Павлов, Николай Викторович
Никола́й Ви́кторович Па́влов (8 июня 1948, Москва — 25 марта 2023) — российский дипломат. Чрезвычайный и полномочный посол (2004).

## Биография
Родился 8 июня 1948 года в Москве. После окончания средней школы в составе первой группы студентов был направлен на учёбу в университет г. Улан-Батора. В 1973 году окончил Институт стран Азии и Африки при Московском государственном университете им. М. В. Ломоносова. С 1979 года — на дипломатической работе.
- В 1979—1984 и 1986—1992 годах работал в посольстве в Монголии.
- С 31 мая 1996 по 18 октября 1999 года — чрезвычайный и полномочный посол Российской Федерации в Монголии[1][2].
- С февраля 2002 по ноябрь 2004 года — посол по особым поручениям, представитель МИД России в Сибирском федеральном округе.
- С 24 марта 2005 по 8 июля 2009 года — чрезвычайный и полномочный посол Российской Федерации в Республике Армения[3][4].

Скончался 25 марта 2023 года.

## Семья
Был женат, имел двоих сыновей.

## Награды
- Почётная грамота правительства Российской Федерации (12 августа 2008) — за большой вклад в реализацию внешнеполитического курса Российской Федерации и многолетнюю дипломатическую службу[6].
- Медаль «За особый вклад в развитие Кузбасса» III степени.

## Дипломатический ранг
- Чрезвычайный и полномочный посланник 2 класса (10 декабря 1995)[7]
- Чрезвычайный и полномочный посланник 1 класса (7 ноября 1997)[8]
- Чрезвычайный и полномочный посол (20 августа 2004)[9]